# Pumapunku
Pumapunku, anche detto “Puma Pumku” o “Puma Puncu”, è parte di un ampio complesso o gruppo di monumenti del sito di Tiahuanaco, in Bolivia. 
In Aymara, il suo nome significa “La porta del Puma”.

## La scoperta di Pumapunku
All'inizio del XX secolo l'ingegnere tedesco Arthur Posnansky (1873-1946) dedicò lunghi anni delle sue ricerche alle rovine di Tiwanaku, un antico villaggio indio situato sull'altipiano boliviano. L'ingegnere concentrò i suoi studi su una zona del villaggio, dove alcune pietre erano disposte verticalmente. Da questo lo studioso dedusse che in quel luogo, migliaia di anni prima sorgeva un osservatorio astronomico. Così il sito di Tiwanaku richiamò altri studiosi tra cui l'italiano Giampaolo Dionisi Piomarta, i quali scoprirono un altro sito presente a poche centinaia di metri di distanza, Pumapunku.

## Un antico sistema modulare
Nel campo di rovine si trovano blocchi che arrivano a pesare sino a 130 tonnellate. Pare quindi che ci si trovi davanti ai resti di parecchi edifici. Però è insolita la forma delle pietre, lavorate in modo così preciso da poter essere unite l'una all'altra in diversi modi, paragonabili a un moderno sistema modulare. Per fissare le pietre venivano infatti utilizzate delle cambrette di metallo, metodo conosciuto dagli archeologi dopo gli scavi di Delfi, città dell'antichità dove risiedeva uno tra i più famosi oracoli di tutti i tempi. I blocchi modulari del sito inoltre denominati "blocchi H" mostrano un grado di precisione elevato sia nell'intaglio degli angoli retti, che nelle misure relative a ciascun blocco. Gli incavi dei blocchi H inoltre, presentano scanalature dalle pareti non parallele, per costituire degli incastri oggi conosciuti denominati "a coda di rondine".
Non è ancora stato possibile appurare come sia avvenuta la distruzione di Pumapunku e Tiahuanaco. Confrontando però la lavorazione delle pietre, si è riscontrato che i due siti non sono sorti nella stessa epoca, altrimenti lo scambio tra le "tecniche costruttive" sarebbe stato inevitabile data la breve distanza. Nel caso di Pumapunku inoltre le devastazioni sono ancora più estese. Infatti è quasi impossibile riconoscere la struttura degli edifici ed esistono solo poche pietre vicine l'una all'altra, mentre a Tiahuanaco sporadicamente è ancora possibile vedere alcuni muri.

## Galleria d'immagini

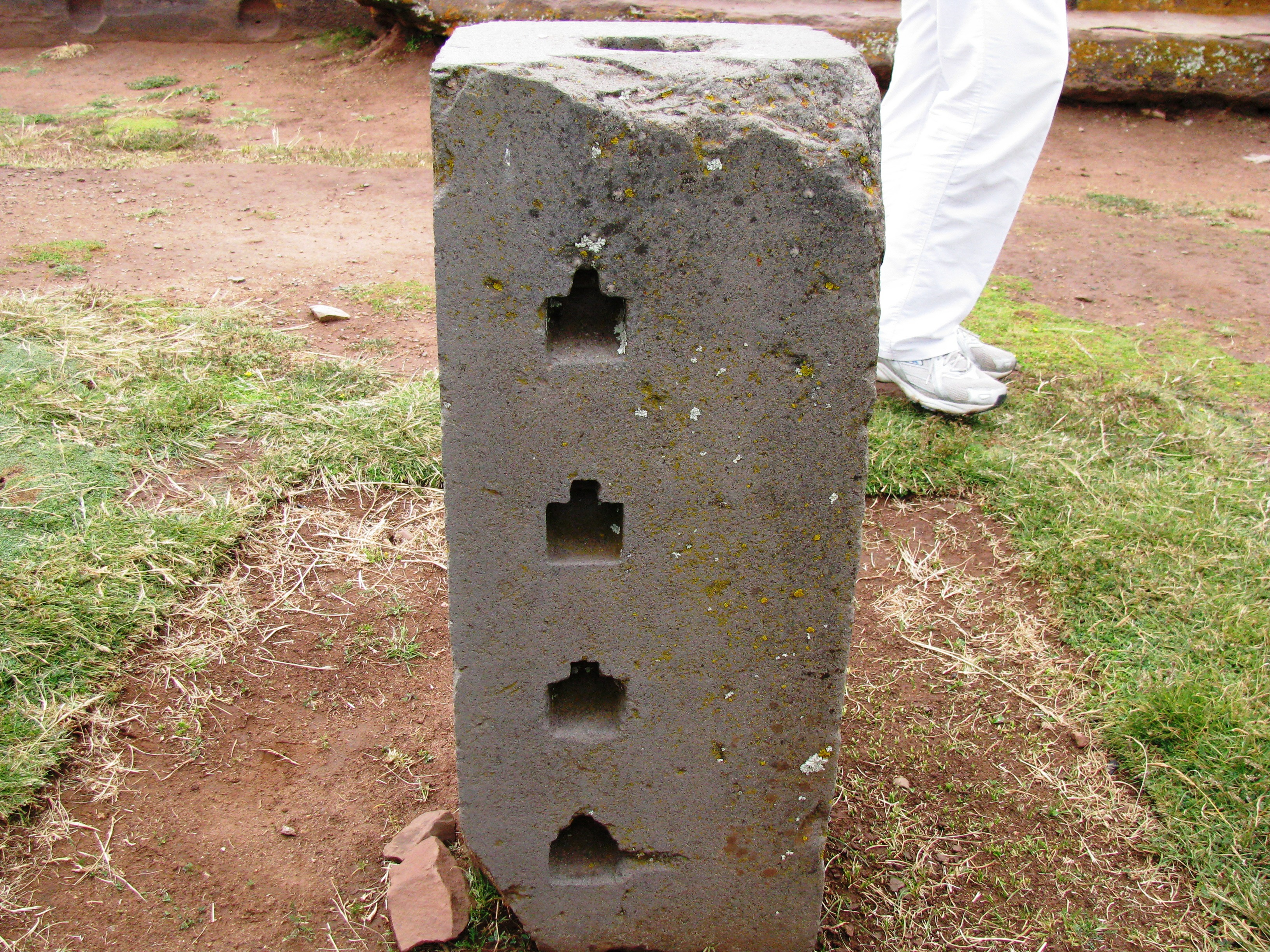
Blocco di pietra con una serie di fori di forma complessa
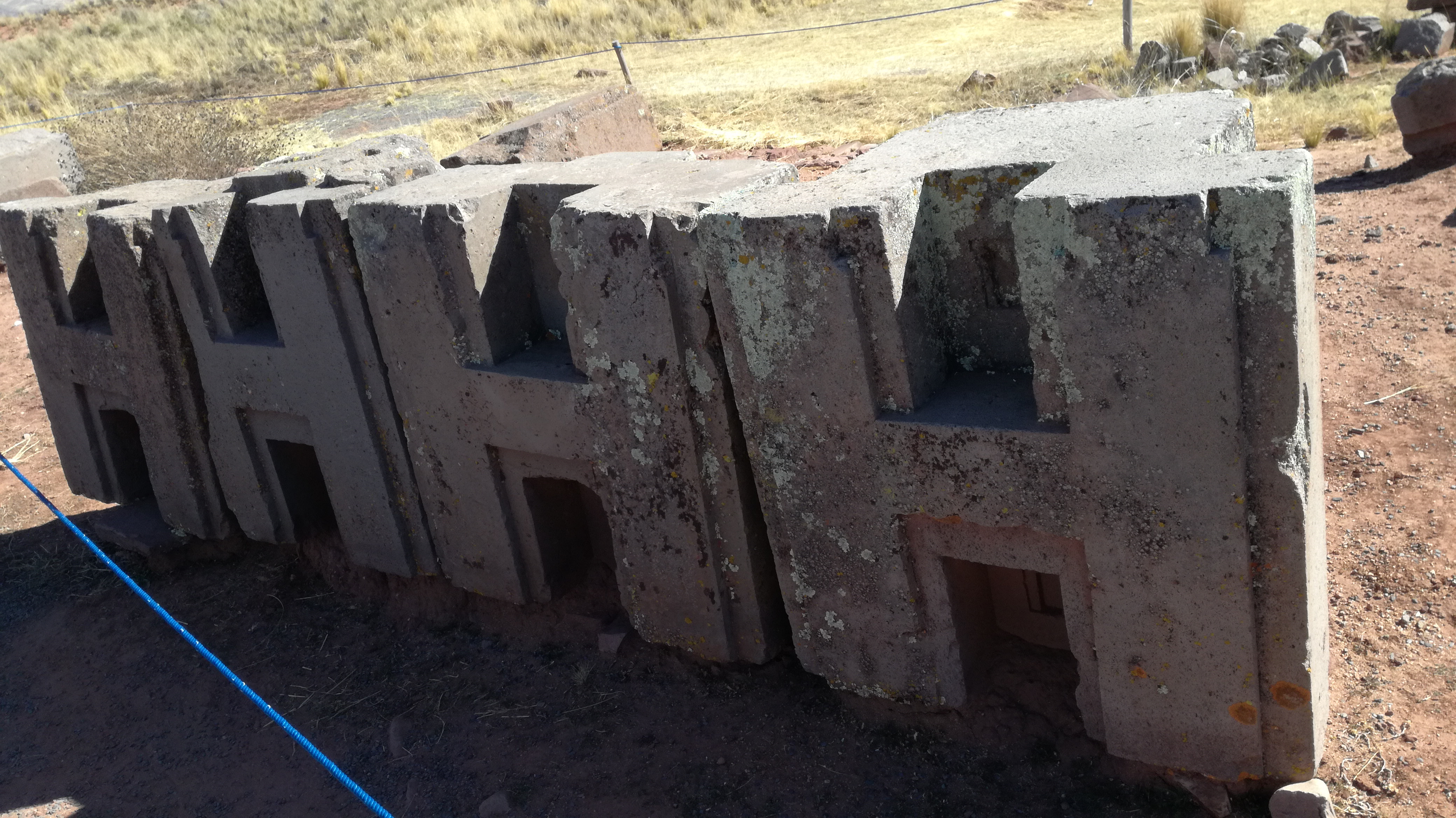
Blocchi di pietra a forma di H
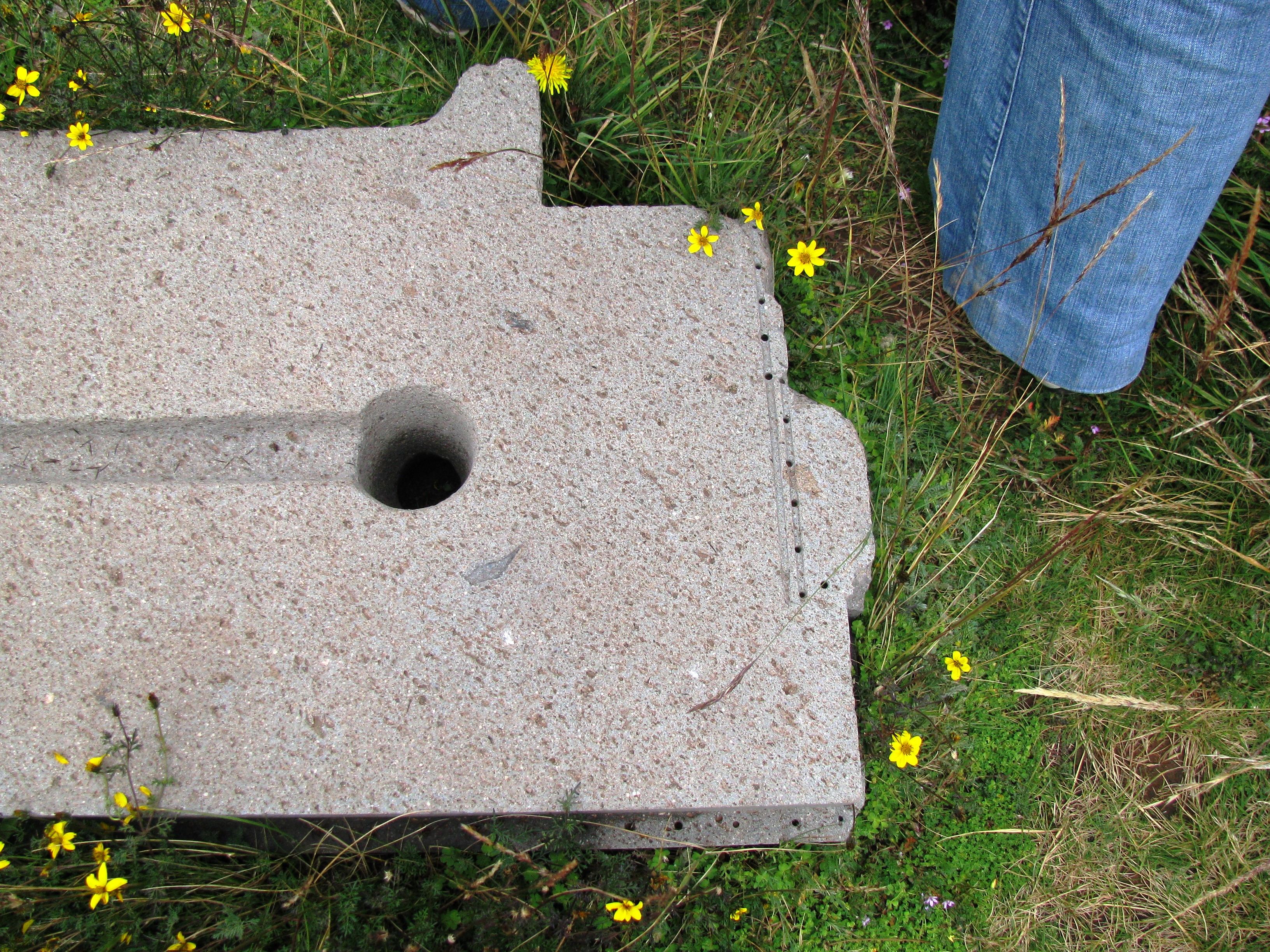
Particolare di un blocco di pietra con una serie di piccoli fori di alta precisione
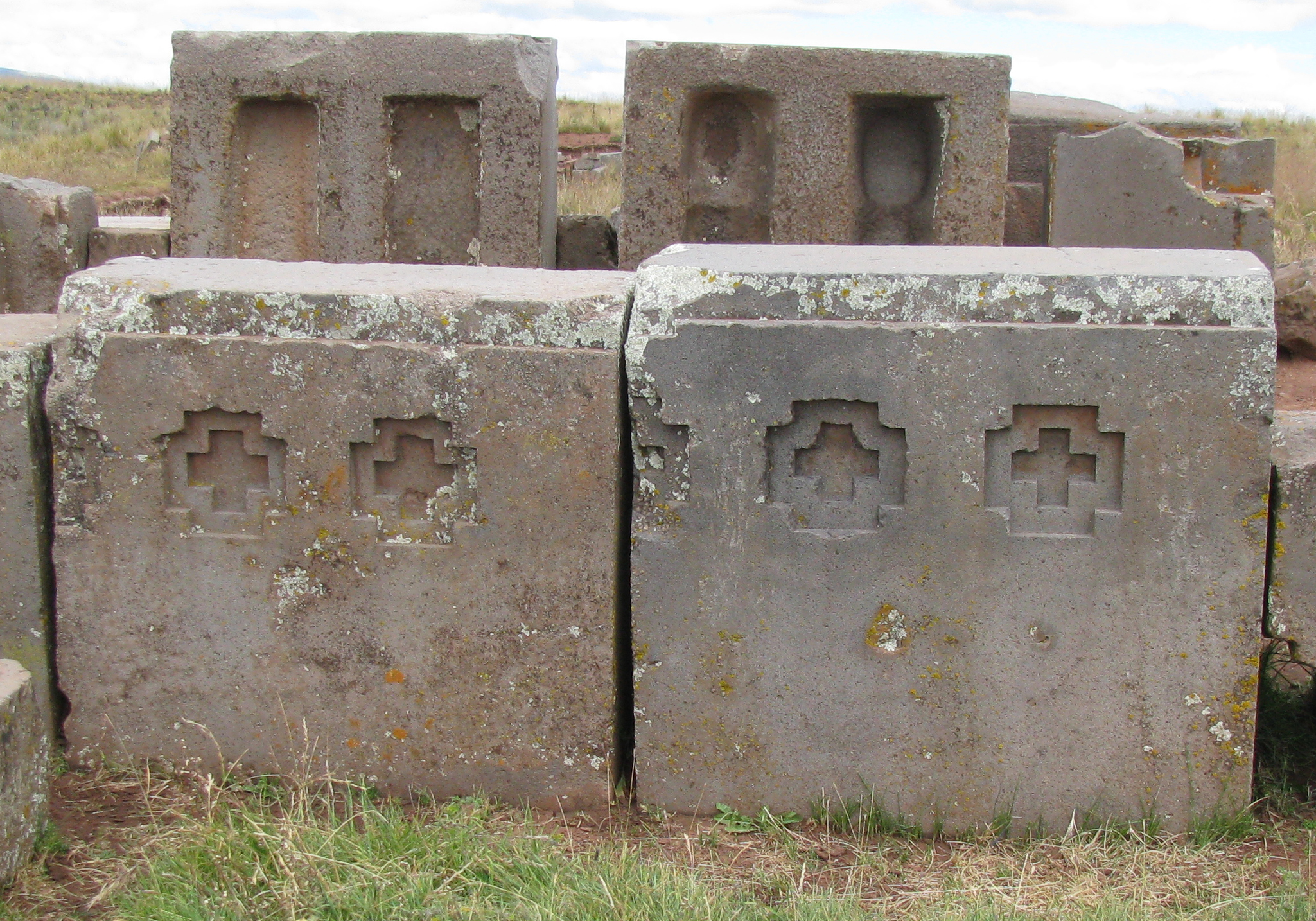
Blocchi di pietra modulari da costruzione